# 安捷航空 (台灣)
安捷航空之前身,安捷飛航訓練中心為中華民國第一間通過交通部民用航空局五階段審查作業認證，同時擁有學科及飛行術科的民營飛航訓練中心。
營運總部設立在台北市內湖區，航機務主基地設置在台東豐年機場。現在公司已改名為安捷航空 (台灣)（Apex Aviation），飛航訓練中心為其附屬單位。

## 事紀
- 2014年9月，獲得台灣民航局營業許可。
- 2015年7月，與台灣威航簽訂培訓合約。
- 2015年8月，與台灣虎航簽訂培訓合約。
- 2016年5月，與澳商Ansett Aviation Training合資成立模擬機訓練中心。
- 2017年4月，美國德州分校成立。
- 2017年12月，與台灣華信航空簽訂培訓合約。
- 2018年1月，与法國国立民用航空学院 ENAC 簽訂合作意向書 。
- 2018年3月，与台灣中華航空 簽訂培訓機師訓練合約 。
- 2018年7月，獲得柬埔寨國家民航局（SSCA）認證的飛航訓練中心（ATO）[1]。
- 2018年12月，澳商Ansett Aviation Training買回模擬機訓練中心所有股份。
- 2019年6月，通過越南民航局審查，成為越南的海外飛行訓練機構。[2]
- 2019年12月，與台灣德安航空簽訂培訓合約，代訓德安航空培訓機師。[3]
- 2022年4月，正式轉型成為安捷航空 (台灣)，以事業群為單位，成立新的商務航空部門以及原來的飛航訓練部門。
- 2023年4月，與越南越竹航空（Bamboo Airways）簽訂合作意向書。
- 2024年1月，與台灣星宇航空（Starlux Airlines）簽訂培訓合約 [4]

## 機隊
安捷航空在飛航訓練中心事業方面，採用奧地利鑽石飛機工業公司的單引擎航空器DA40 NG及雙引擎航空器DA42 NG系列；在普通航空事業部門，則引進義大利Tecnam公司研發生產的P2012雙發動機航空器，其中一架長駐金門尚義機場，為金門縣空中醫療後送服務專用航空器。

## 事故
- 2016年5月5日，安捷飛航訓練中心一架 DA40NG 型機，國籍標誌及登記號碼 B-88002，於 08：02 時由臺東豐年機場起飛執行空域單飛訓練。該機於 09：01 時返場落地。於落地過程中航機鼻輪折斷脫落前機身底部磨損，無人傷亡。[6]
- 2018年7月9日，安捷飛航訓練中心一架 DA40NG 型機，國籍標誌及登記號碼 B-88123，於16：32時由臺東豐年機場起飛，執行訓練任務，目的地為高雄機場，機上載有飛航教官1人，飛行學員2人，在17：02時告知航管發動機出現問題，隨後迫降在海上，飛機的雷達光點消失處，約在高雄機場西南方11浬，無人受傷。[7]

## 外部連結
- 安捷航空官方网站
- 安捷航空附設飛航訓練中心官方网站
- 安捷航空的Facebook專頁